# Arthur Schmidt (Offizier)

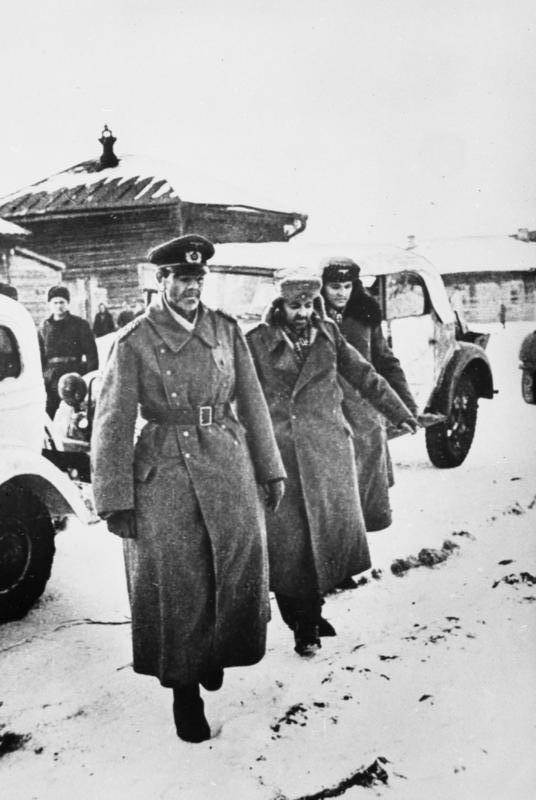
Arthur Schmidt (Mitte) mit Friedrich Paulus (links) und Wilhelm Adam (rechts) in sowjetischer Gefangenschaft

Carl Arthur Schmidt (* 25. Oktober 1895 in Hamburg; † 5. November 1987 in Karlsruhe) war ein deutscher Generalleutnant.

## Leben
Schmidt kämpfte im Ersten Weltkrieg als Zugführer und Kompaniechef im Infanterie-Regiment „Fürst Leopold von Anhalt-Dessau“ (1. Magdeburgisches) Nr. 26. Nach dem Krieg wurde er in die Reichswehr übernommen.
Im Zweiten Weltkrieg hatte Schmidt mehrere Stabspositionen inne. So war er von Oktober 1940 bis 25. März 1942 Chef des Stabes des V. Armeekorps der Wehrmacht. Er wurde am 15. Mai 1942 Chef des Generalstabes der von Friedrich Paulus befehligten 6. Armee. In dieser Funktion wurde er am 1. Juni 1942 zum Generalmajor ernannt und nahm an der Schlacht von Stalingrad teil. In der Endphase der Schlacht übernahm er von Paulus weitgehend die Führung der Armee. Am 6. Januar 1943 erhielt er das Ritterkreuz des Eisernen Kreuzes. Am 17. Januar wurde er zum Generalleutnant befördert.
Nachdem er – anstelle von Paulus – im Keller des Kaufhauses „Univermag“ die Übergabeverhandlungen geführt und die Kapitulation der 6. Armee unterzeichnet hatte, geriet Schmidt am 31. Januar 1943 gemeinsam mit dem tags zuvor zum Generalfeldmarschall beförderten Paulus in sowjetische Kriegsgefangenschaft, zunächst im Kriegsgefangenenlager 5110/48 Woikowo, dann im Gefängnis Lubjanka. 1955 wurde er aus der Gefangenschaft entlassen.